# Xallas
Die Comarca O Xallas (spanisch Xallas) ist eine Verwaltungseinheit Galiciens. Die Einwohner leben auf einer Fläche von 391,00 km², was 1,33 % der Fläche Galiciens entspricht.

## Gemeinden
| Gemeinde       | Einwohner (2024) | Fläche km² | Dichte Einw./km² | Cod INE | Postleitzahl |
| -------------- | ---------------- | ---------- | ---------------- | ------- | ------------ |
| Mazaricos      | 3.719            | 187,30     | 20               | 15045   | 15256        |
| Santa Comba    | 9.319            | 203,70     | 46               | 15077   | 15841        |
| Comarca Xallas | 13.038           | 391,00     | 33               | –       | –            |